# Hussayn (nom)
Hussayn o al-Hussayn és un nom masculí àrab (àrab: حسين, Ḥusayn o الحسين, al-Ḥusayn) que literalment és un diminutiu de Hàssan o al-Hàssan, que significa ‘bonic’, ‘bo’, ‘graciós’, ‘excel·lent’. Si bé Hussayn o, amb l'article, al-Hussayn, són les transcripcions normatives en català del nom en àrab clàssic, també se'ls pot trobar transcrits Hussein, Husein, Husain, Hussain, Husayin, Hussayin, Huseyin, Husseyin, Huseyn, Hossain, Hossein, Husseyn, Hocine... Pel fet de ser el nom d'un dels nets del profeta Muhàmmad i fill d'Alí ibn Abi-Tàlib i Fàtima az-Zahrà, al-Hussayn ibn Alí, és un nom molt comú entre els musulmans, especialment entre els xiïtes, arabòfons i no arabòfons, que l'han adaptat a les característiques fòniques i gràfiques de la seva llengua: somali: Xuseen.
Vegeu aquí personatges i llocs que duen aquest nom.